# Callicostella emarginatula
Callicostella emarginatula är en bladmossart som beskrevs av Brotherus in Corbière 1912. Callicostella emarginatula ingår i släktet Callicostella och familjen Hookeriaceae. Inga underarter finns listade i Catalogue of Life.